# 小议会
贝邦议会（英語：Barebone's Parliament，得名于普雷兹-戈德·贝邦），或称小议会，是奥利弗·克伦威尔在英国内战时期创立的议会。最终因议员未按照其意愿行事而遭到解散。

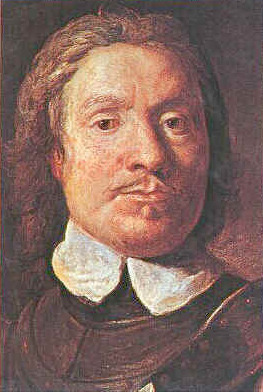
奥利弗·克伦威尔

## 背景
1653年4月，克伦威尔推翻了长期议会，英格兰陷入短期的无议会状态。克伦威尔成为议会法案任命的统率，负责重组议会。当时，英国军官们对未来的政权形式存在两种观点。一种赞成将权力交给由10人或12人组成的委员会管理。另一种则赞成由较大的委员会管理。克伦威尔采取了折中办法，亲自圈定了140名代表组成新的议会，称为“小议会”。

## 成员
小议会一共有140名代表，名义上由选举产生，实则为克伦威尔圈定。其中129名代表英格兰，5名代表苏格兰，6名代表爱尔兰。

## 成立
1653年7月4日，小议会召开第一次会议。议员在威斯敏斯特宫集合，克伦威尔代表军队授予由他签字和盖章的证书，并在上述人员中推选数人组成最高权力机构。这标志着小议会正式成立。随后召开了第一次会议。克伦威尔主要讲述了对英国现状的看法以及抒发了对赢得内战的渴望：“敬畏上帝的人们经过斗争已经挣脱了自己的枷锁，现在敬畏上帝的人，要以对上帝敬畏的精神对他们进行统治。”

## 施政
小议会成立过后，成为了英国的实际掌权机构。克伦威尔希望小议会按照他的意愿行事，但是没有成功。小议会掌权期间，不仅在宗教上剥夺牧师的权利使宗教冲突激烈化，而且在经济上减少对军队的给养，引起了士兵以及部分军官的不满。有些原来效忠议会的人民甚至投奔保王党。小议会的政治表现逐渐令克伦威尔感到失望。最终克伦威尔决定解散小议会，建立独裁统治。

## 解散
1653年12月12日，议会中的温和派在克伦威尔的支持下痛斥极端派的改革政策。他们建议，“召开像这样组成形式的议会，已不再有利于共和国，因此它必须将权力交给总司令克伦威尔。”随后，50多个议员向克伦威尔递上了辞职书，最后，将近有80个议员在辞职书上签名。小议会就此解散。英国进入护国公时期。

## 意义
小议会是克伦威尔建立权威统治的一次尝试，以议员不按其意愿行事而最终失败。小议会使得克伦威尔意识到议会掌权的危害，从而最终亲自担任护国公。其后来的专断统治为英国经济的发展起了重要作用，但是政治上的独裁也使其死后英国重新陷入混乱并且以詹姆斯二世登上王位告终。